# RK Krim Ljubljana
A Krim Ljubljana egy szlovén női kézilabdacsapat, 29-szeres szlovén bajnok és kétszeres EHF-bajnokok ligája-győztes, székhelye Ljubljanában található.

## Sikerei
- Szlovén bajnokság:
  -  Arany: 1995, 1996, 1997, 1998, 1999, 2000, 2001, 2002, 2003, 2004, 2005, 2006, 2007, 2008, 2009, 2010, 2011, 2012, 2013, 2014, 2015, 2017, 2018, 2019, 2020, 2021, 2022, 2023, 2024
  -  Ezüst: 2016
- Szlovén kupa:
  -  Arany: 1993, 1994, 1995, 1996, 1997, 1999, 2000, 2001, 2002, 2003, 2004, 2005, 2006, 2007, 2008, 2009, 2010, 2011, 2012, 2013, 2014, 2015, 2016, 2017, 2018, 2019, 2022, 2023
- Szlovén szuperkupa:
  -  Arany: 2014, 2015, 2016, 2017, 2018, 2019, 2022, 2023
- EHF-bajnokok ligája:
  -  Arany: 2001, 2003
  -  Ezüst: 1999, 2004, 2006

## Játékoskeret
A 2025–2026-os szezon játékoskerete:
| Kapusok - 16 Maja Vojnović - 61 Jovana Risović - 75 Dijana Đajić Balszélsők - 08 Tamara Mavsar - 17 Tinkara Kogovšek - 72 Elena Erceg - 88 Ema Abina Jobbszélsők - 71 Ema Marija Marković - 97 Philomena Egger Beállók - 03 Manca Jurič - 06 Lana Puncer - 34 Sofie Bardrum | Balátlövők - 11 Ana Abina - 13 Tea Pogorelc - 22 Tamara Horacek Irányítók - 07 Grâce Zaadi Deuna - 18 Nina Zulić Jobbátlövők - 19 Anne With Johansen - 23 Andjela Žagar - 44 Milica Ignjatović |

### Átigazolások a 2025-2026-os szezont megelőzően
| Érkezők - Žiga Novak (vezetőedző) - Ema Marija Marković (a ŽRK Z'DEŽELE csapatától) - Tinkara Kogovšek (a ŽRD Litija csapatától) - Lana Puncer (a ŽRK Velenje csapatától) - Jovana Risović - Andjela Žagar (a Békéscsabai Előre NKSE csapatától) - Sofie Bardrum (a Nykøbing Falster HK csapatától) - Anne With Johansen (a HB Ludwigsburg csapatától) | Távozók - Ana Gros (a Brest Bretagne csapatához) - Tjaša Stanko (a Győri Audi ETO KC csapatához) - Amra Pandžić - Alja Varagić - Bárbara Arenhart (a Mosonmagyaróvár csapatához) - Jovanka Radičević (visszavonul) - Tatjana Brnović (a CSM București csapatához) - Itana Grbić (a ŽRK Budućnost csapatához) - Hawa N'Diaye (a ŽRK Budućnost csapatához) - Betchaïdelle Ngombele (a Metz Handball csapatához) - Jennifer Gutiérrez (a Gloria Bistrița csapatához) - Ambros Martín (vezetőedző) |